# Округ Флоренс (Јужна Каролина)
Округ Флоренс (енгл. Florence County) је округ у америчкој савезној држави Јужна Каролина. По попису из 2010. године број становника је 136.885.

## Демографија
Према попису становништва из 2010. у округу је живело 136.885 становника, што је 11.124 (8,8%) становника више него 2000. године.
| Група             | 2000.          | 2010.          |
| Белци             | 73.216 (58,2%) | 74.105 (54,1%) |
| Афроамериканци    | 49.474 (39,3%) | 56.506 (41,3%) |
| Азијати           | 881 (0,7%)     | 1.671 (1,2%)   |
| Хиспаноамериканци | 1.383 (1,1%)   | 3.030 (2,2%)   |
| Укупно            | 125.761        | 136.885        |